# Tomkovice vonná

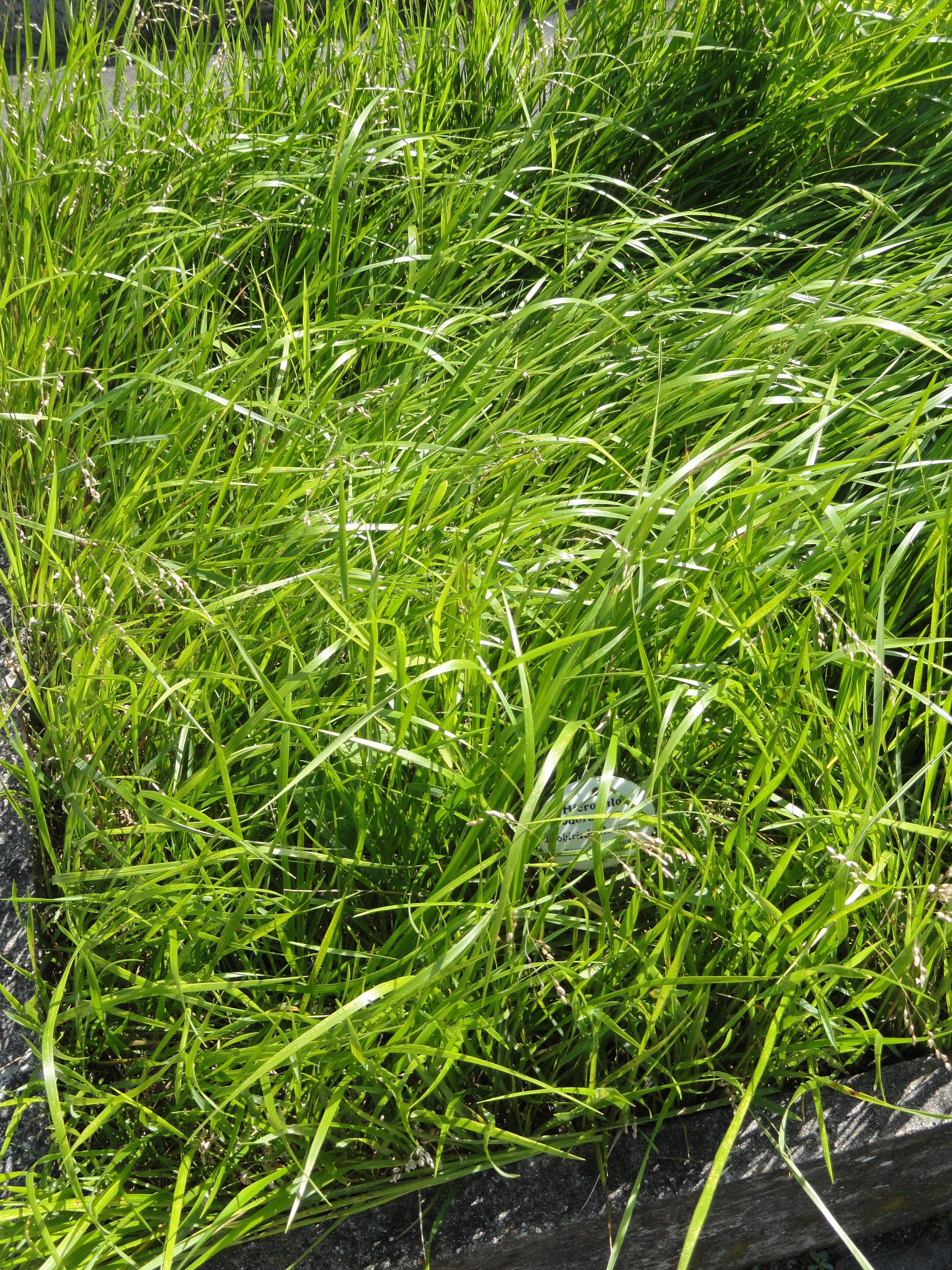
Porost tomkovice vonné

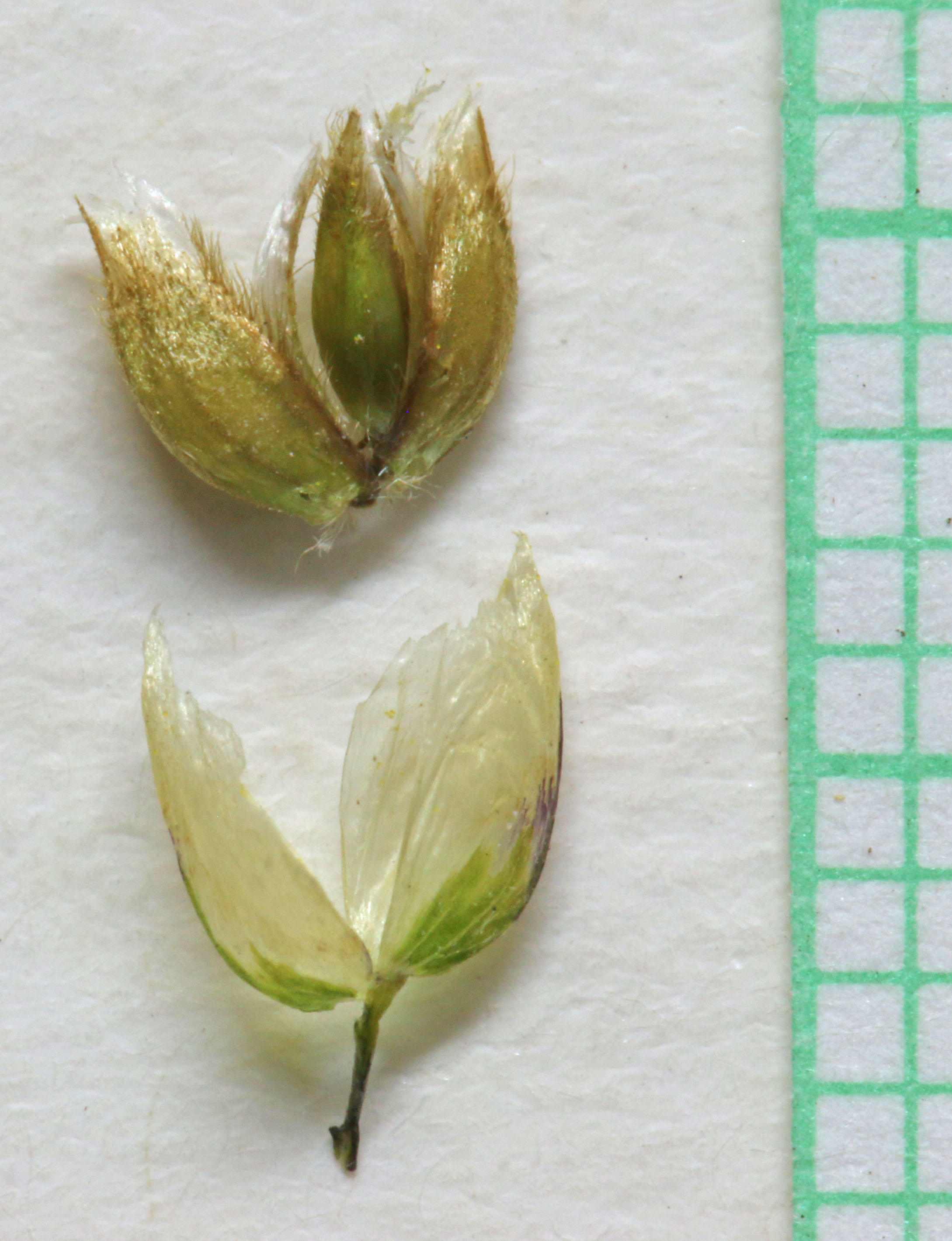
Obilka, plevy a pluchy

Tomkovice vonná (Hierochloë odorata nebo Anthoxanthum nitens) je aromatická bylina původem ze severní Eurasie a Severní Ameriky. Je to posvátná tráva původních obyvatel Kanady a Spojených států. Používá se jako vykuřovadlo, v bylinné medicíně a při výrobě destilovaných nápojů (např. Żubrówka). Za svou výraznou sladkou vůni vděčí přítomnosti kumarinu.

## Vlastnosti
Tomkovice vonná je velmi odolná trvalka, schopná růst i na polárním kruhu. Její listy jsou dosti ohebné, takže rostou pouze do výšky cca 20 cm a pak rostou vodorovně směrem ven až do délky 100 i více centimetrů, do konce léta. Báze listu, těsně pod povrchem půdy, je široká a bílá, bez chloupků; spodní strana listové čepele je lesklá.
Nadzemní výhonky se vyvíjejí brzy na jaře, po květu v měsících od dubna do června rychle zasychají. Je to sluncomilný druh, ale toleruje částečné zastínění. Vyskytuje se na velmi různorodých stanovištích: mokré louky, houštiny a slunné svahy, jakož i travní porosty, dubovo-habrové lesy a smíšené lesy.
Počet chromozomů: 2n = 28, v polyploidních populacích 2n = 42, 56, 70.
Obsahuje dvě chemické látky odpuzující komáry, fytol a kumarin.

## Rozmnožování
Vegetativně se rozmnožuje podzemními výběžky. Rostliny rostou na slunci nebo v částečném stínu a nemají rádi sucho. Semena nejsou obvykle životaschopná, a pokud jsou, vývoj systému kořenů trvá dva až tři roky.

## Rozšíření
V Severní Americe se Hierochloe odorata vyskytuje v jižní Kanadě, severních Velkých pláních / Skalistých horách a severozápadně od USA a Nové Anglii. V kontinentální Evropě se vyskytuje severně od Švýcarska.

## Použití
Rostlina se sklízí sekáním trávy od počátku až do pozdního léta v požadované délce, neboť sklizená po prvním mrazu nemá téměř žádnou vůni. V košíkářství se používá na slunci sušená tráva, která se máčí do teplé vody, dokud není poddajná. Ohybná tráva se obvykle splétá do silných trsů a poté znovu suší.

### Evropské tradice
Tomkovice vonná byla pokládána k církevním dveřím v den svatých v severní Evropě, pravděpodobně kvůli sladké vůni, která se objevila při pošlapání. Ve Francii se používala k ochucení cukrovinek, tabáku, nealkoholických nápojů a parfémů. V Rusku se používá k ochucení čaje. Používá se také k ochucení alkoholických nápojů, nejvýznamnějším příkladem je polská Żubrówka.

### Indiánské tradice
Tomkovice vonná je široce využívána severoamerickými domorodými obyvateli z mnoha různých národů. U mnoha indiánů je považován za jeden ze „čtyř posvátných léků“. Jejím hlavním účelem pro mnoho kmenů je přilákat dobré duchy. Je také známa pod názvem v překladu jako „vlasy Matky Země“.